# Cacopsylla saligna
Cacopsylla saligna är en insektsart som först beskrevs av Loginova 1966.  Cacopsylla saligna ingår i släktet Cacopsylla och familjen rundbladloppor. Inga underarter finns listade i Catalogue of Life.